# 1904년 하계 올림픽 오스트리아 선수단
1904년 하계 올림픽 오스트리아 선수단은 미국 애틀랜타에서 개최된 1904년 하계 올림픽에 참가한 올림픽 오스트리아 선수단이다.

## 선수 집계
| 종목 | 남자 | 여자 | 합계 |
| ---- | ---- | ---- | ---- |
| 수영 | 1    | 0    | 1    |
| 합계 | 1    | 0    | 1    |

## 메달 집계

### 종목별 메달 집계
| 종목 |   |   |   | 합계 |
| ---- | - | - | - | ---- |
| 수영 | 0 | 0 | 1 | 1    |
| 합계 | 0 | 0 | 1 | 1    |

### 메달리스트
| 메달 | 선수      | 종목 | 세부 종목           | 날짜    |
| ---- | --------- | ---- | ------------------- | ------- |
|      | 오토 발레 | 수영 | 남자 440야드 자유형 | 9월 7일 |

## 수영
| 선수      | 세부 종목      | 예선 | 예선 | 결선   | 결선 |
| 선수      | 세부 종목      | 기록 | 순위 | 기록   | 순위 |
| 오토 발레 | 440야드 자유형 |      |      | 6:39.0 | 3    |
| 오토 발레 | 880야드 자유형 |      |      | DNF    | -    |
| 오토 발레 | 1마일 자유형   |      |      | 불명   | 4    |

## 참고 자료
- (영어) International Olympic Committee medal winners database
- (영어) George Seymour Lyon - Olympic Individual gold medal winner 1904
- (폴란드어) Pawel, Wudarski (1999). “Wyniki Igrzysk Olimpijskich”. 2008년 10월 14일에 원본 문서에서 보존된 문서. 2006년 12월 17일에 확인함.
- (영어) “Austria:1904 Olympic Results”. sports-reference.com. 2010년 2월 1일에 원본 문서에서 보존된 문서. 2010년 8월 25일에 확인함.